# Badenoch

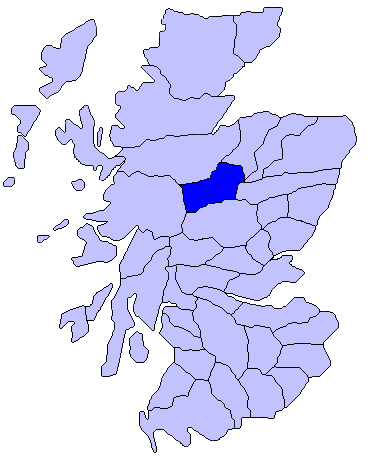
Die Lage Badenochs in Schottland

Badenoch (schottisch-gälisch Bàideanach, deutsch versunkenes Land) ist ein historischer schottischer Distrikt im heutigen Verwaltungsbezirk Highland.

## Geographie
Badenoch umfasst etwa 1400 km² und ist von Norden nach Süden etwa 24 km und von Osten nach Westen etwa 58 km groß. Im Norden wird Badenoch von den Monadhliath Mountains begrenzt, im Osten von den Cairngorm Mountains und Braemar, im Süden von Atholl und den Grampian Mountains, im Westen vom Lochaber. Die historische Hauptstadt Badenochs ist Kingussie. Mit Ausnahme des Speytals und seiner größeren Seitentäler besteht Badenoch fast vollständig aus ursprünglicher Berglandschaft, von deren Gipfeln viele eine Höhe von 1000 m erreichen. Die ausgedehnten Wälder und Heidegebiete um den  Ben Alder, Drumochter, Gaick und Feshie weisen umfangreiche Rotwildbestände auf. Die größten Seen sind der Loch Laggan, Loch Insh und der Loch Ericht. Der Fluss Spey und seine unzähligen Zuflüsse versorgen Badenoch mit Wasser.

## Geschichte

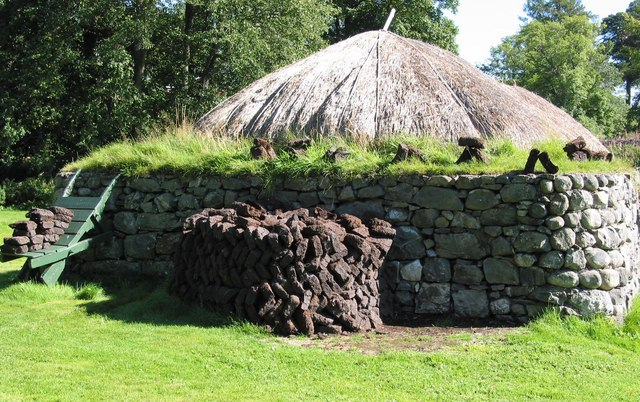
Black House im Highland Folk Museum von Kingussie

Im Jahre 1229 wurde Badenoch durch den neu geschaffenen Titel des Lord of Badenoch erstmals zu einem einheitlichen Herrschaftsgebiet. Der Titel wurde zunächst bis etwa 1313 vom Clan Comyn gehalten. Ab 1314 fiel Badenoch an den Earl of Moray. Ab dem 15. Jahrhundert gehörte Badenoch zum Earldom of Huntly, der auch den nachgeordneten Titel Lord of Badenoch trug.
Im 19. Jahrhundert wurde der traditionelle Distrikt Badenoch in das County Inverness-shire eingegliedert. Von 1975 bis 1996 bildete Badenoch zusammen mit der benachbarten Region Strathspey den gemeinsamen Verwaltungsdistrikt Badenoch and Strathspey. Nach einer Verwaltungsreform Ende der 1990er-Jahre gehört Badenoch nun zur Council Area Highland.

## Wirtschaft
Badenoch verfügt über sehr wenig Industrie. Der Großteil der Einwohner lebt in Kingussie und einigen Dörfern entlang des Spey. Die Highland Main Line erschließt Badenoch mit Bahnhöfen in Dalwhinnie, Newtonmore, Kingussie und Aviemore.

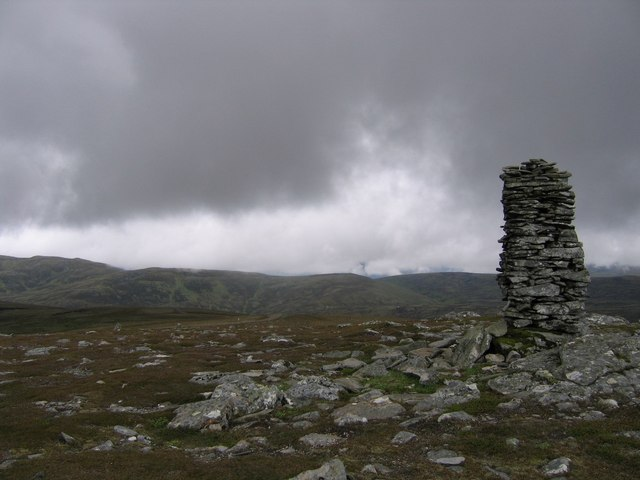
Großes Steinmännchen bei Kingussie am Rand der Monadhliath Mountains
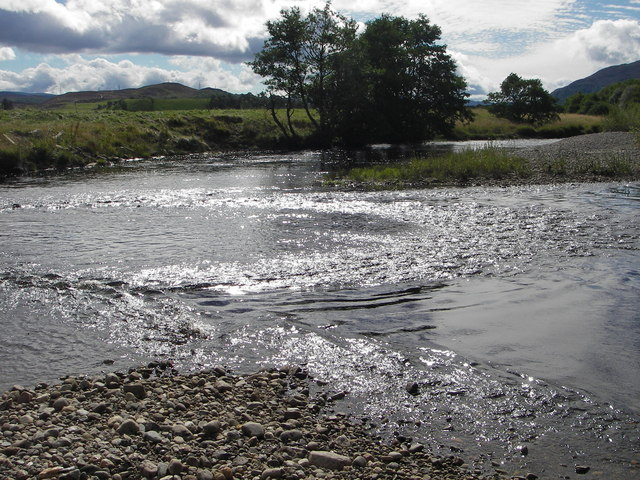
Der Fluss Spey
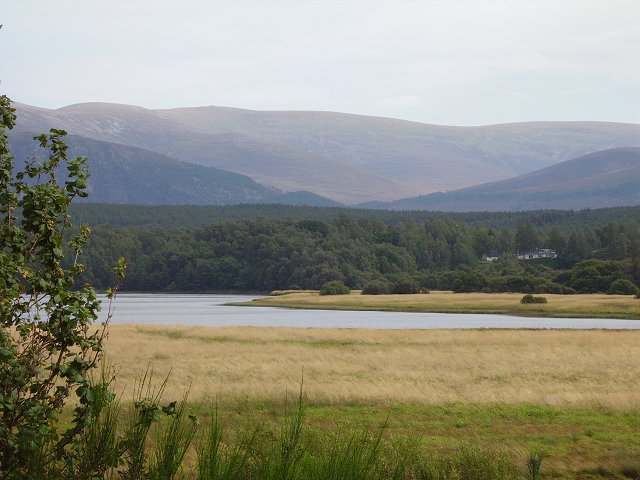
Der Loch Insh
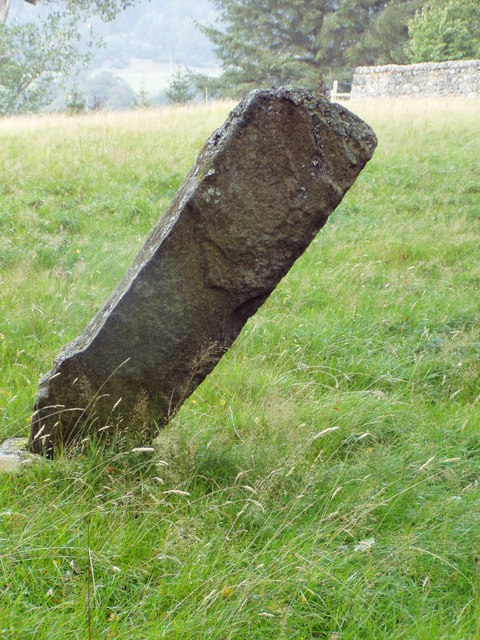
Der Dunachtonstone, ein Stein am Loch Insh aus der Zeit der Pikten